# 麻雀變鳳凰
《麻雀變鳳凰》（英語：Pretty Woman）是一部1990年的愛情喜劇電影，首映於1990年8月25日。劇情以「應召女郎數日內成為知名公司經營者情人」為主軸，是美國票房女星茱莉娅·罗伯茨成名作，也讓李察·基爾再度成為美國好萊塢影壇焦點。
这部电影获得了評論家相当积极的评价。茱莉娅·罗伯茨凭借此片夺得了金球奖最佳音乐及喜剧类电影女主角，并获提名奥斯卡最佳女主角奖。J·F·劳顿则获得美国编剧工会奖以及英国电影学院奖最佳剧本的提名。在票房上《麻雀變鳳凰》為1990年全球電影的第二名，僅次於《第六感生死戀》。

## 剧情
爱德华·刘易斯（李察·基爾 饰）在透过电话与女友分手后，独自驾驶着从他的律师处借来的好车离开了派对。刘易斯在好莱坞大道的红灯区遇到了妓女薇薇安·沃德（茱莉娅·罗伯茨 饰）。他请求薇薇安帮忙开车把他送回去比華利山。原本薇薇安准备自行坐巴士回好莱坞。但刘易斯又去找回薇薇安，并用3000美元雇佣她在接下来的一周当自己的临时女友。并给钱让她去换了一身新的高档服装。在接下来几天的相处当中，刘易斯用不同的眼光看待薇薇安，并逐渐向她敞开心扉，向她讲述自己的工作和生活。
刘易斯带薇薇安去参加馬球比赛，以扩展自己的商业人脉。而此时他的律师菲利普（杰森·亚历山大 饰）怂恿他去从事商业间谍活动。为了让菲利普放心，他把他和薇薇安相遇的真相告诉了菲利普，并答应菲利普等他和薇薇安的交易结束之后就开始他们的计划。薇薇安得知刘易斯对她的看法后便不想继续这段关系。而刘易斯也坦承自己对薇薇安动了真情。刘易斯把薇薇安带上了他的私人飞机，和她一起去旧金山看歌剧茶花女。在看完茶花女后，两人都发现自己深深地爱上了对方。
但碍于世人眼光，刘易斯希望把薇薇安安置在家中，不让她外出露面。薇薇安坚决地拒绝了刘易斯的要求。而刘易斯则认为他不是来拯救她的白马王子。
刘易斯在与他的同僚商量他们的恶意收购计划时突然改变了主意。在与薇薇安相处的这几天，他学会了用不同的眼光看待世界。他劝说他的同僚一起拯救收购来的公司，而不是将其肢解卖出。刘易斯的律师菲利普在酒店中见到了薇薇安，一心怪罪是她捣乱了他和刘易斯的赚钱大计。刘易斯赶回酒店，出手打了菲利普并将他解雇。
刘易斯处理完在洛杉矶的工作后，准备返回纽约。他请求薇薇安在他离开之前再陪他一晚上。但薇薇安拒绝了刘易斯的建议。在去机场的路上，刘易斯再次想起他对薇薇安的爱慕之情。他让酒店司机送他去薇薇安的住所，把自己假扮成“白马王子”爬上去“救出”她。

## 演員
- 李察·吉爾 飾 Edward Lewis
- 茱莉亞·羅勃茲 飾 Vivian Ward
- 雷夫·貝拉米（英语：Ralph Bellamy） 飾 James Morse
- 傑森·亞歷山大 飾 Phillip Stuckey
- 赫克托·埃里仲杜 飾 Barney Thompson
- 蘿拉·珊·賈克莫（英语：Laura San Giacomo） 飾 Kit De Luca
- Julie Paris 飾 Rachel
- 亞歷克斯·海德-懷特（英语：Alex Hyde-White） 飾 David Morse
- 艾米·雅貝克（英语：Amy Yasbeck） 飾 Elizabeth Stuckey
- 埃利諾·多納（英语：Elinor Donahue） 飾 Bridget
- 約翰·大衛·卡森（英语：John David Carson） 飾 Mark Roth
- 茱蒂絲·鮑德溫（英语：Judith Baldwin） 飾 Susan
- Laurelle Brooks Mehus  飾 the hotel's night desk clerk
- 詹姆斯·帕特里克·斯圖亞特（英语：James Patrick Stuart） 飾 the day bellhop
- 迪伊·楊（英语：Dey Young） 飾 a snobbish saleswoman in a dress store
- 拉里·米勒 飾 Mr. Hollister
- Patrick Richwood 飾 Dennis
- 漢克·阿扎里亞 飾 detective
- 阿齊·史特里克蘭（英语：Amzie Strickland） 飾 Matron
- 琳達·戈德弗里德（英语：Lynda Goodfriend） 飾 Tourist
- Abdul Salaam El Razzac 飾 a Happy Man

## 發行

### 評價
爛番茄根據58條評論，持有62%的新鮮度，平均得分5.7／10。在Metacritic上，電影獲得了51分。

### 票房
本片在美国上映的首周周末就以1128万美元的成绩夺得了这周的周末票房冠军。第二周周末票房更是达到了1247万美元。本片总共拿到了四周的周末票房冠军，并在前十名保持了十六周之久。本片在美国总共拿到了1.78亿美元的票房收入，而全球总票房则达到了4.63亿美元。
其票房成绩在1990年的美国票房中排名第四、全球票房中排名第三。这部电影也创造了华特迪士尼工作室电影发行的R级电影的最高票房记录。

## 奖项
- 第16届凯撒电影奖
  - 最佳外国片 (提名)
- 第63届奥斯卡金像奖
  - 最佳女主角——茱莉娅·罗伯茨 (提名)
- 第48届金球奖
  - 最佳音乐及喜剧电影 (提名)
  - 最佳最佳音乐及喜剧类电影男主角——李察·基爾 (提名)
  - 最佳最佳音乐及喜剧类电影女主角——茱莉娅·罗伯茨 (得奖)
  - 最佳男配角——赫克托·埃里仲杜 (提名)
- 第43届美国编剧工会奖
  - 最佳原创剧本——J·F·劳顿（英语：J.F. Lawton） (提名)
- 第17届人民选择奖
  - 最受欢迎喜剧类电影 (得奖)
- 第44届英国电影学院奖
  - 最佳电影 (提名)
  - 最佳原创剧本——J·F·劳顿（英语：J.F. Lawton） (提名)
  - 最佳女主角——茱莉娅·罗伯茨 (提名)
  - 最佳服装设计 (提名)

## 音乐
作为电影主题曲的罗伊·奥比森歌曲“Oh, Pretty Woman”正好呼应了电影名称。罗克塞特的“It Must Have Been Love”更是登上了公告牌百强单曲榜1990年6月榜单的第一名。电影的原声碟还包括Go West乐队的“King of Wishful Thinking”、红辣椒乐队的“Show Me Your Soul”、彼得·塞特拉的“No Explanation”、娜塔莉·科尔的“Wild Women Do”、劳伦·伍德的“Fallen”等一众优秀曲目。这部电影的原声碟被美国唱片业协会三次认证为白金唱片。
而电影配乐由詹姆斯·紐頓·霍華 (James Newton Howard) 擔任，與原声碟同样取得了巨大成功。电影中刘易斯和薇薇安约会时看的的歌剧茶花女还是这部电影剧情的灵感来源之一。而理查·基尔扮演的刘易斯在酒店弹奏的钢琴曲则是理查·基尔自编自弹的。

### 原声碟
| 評論得分 | 評論得分 |
| 來源     | 評分     |
| -------- | -------- |
| AllMusic | 链接     |

原声碟于1990年3月13日推出。
曲目列表
| 曲序     | 曲目                                              | 时长  |
| -------- | ------------------------------------------------- | ----- |
| 1.       | Wild Women Do（娜塔莉·科尔）                      | 4:06  |
| 2.       | Fame '90（大卫·鲍伊）                             | 3:36  |
| 3.       | King of Wishful Thinking（Go West乐队）           | 4:00  |
| 4.       | Tangled（简·魏德林）                              | 4:18  |
| 5.       | It Must Have Been Love（罗克塞特）                | 4:17  |
| 6.       | Life in Detail（罗伯特·帕尔默）                   | 4:07  |
| 7.       | No Explanation（彼得·塞特拉）                     | 4:19  |
| 8.       | Real Wild Child (Wild One)（Christopher Otcasek） | 3:39  |
| 9.       | Fallen（劳伦·伍德）                               | 3:59  |
| 10.      | Oh, Pretty Woman（罗伊·奥比森）                   | 2:55  |
| 11.      | Show Me Your Soul（红辣椒乐队）                   | 4:20  |
| 总时长： | 总时长：                                          | 43:36 |

## 外部連結
- AllMovie上《麻雀變鳳凰》的资料（英文）
- 爛番茄上《麻雀變鳳凰》的資料（英文）
- Box Office Mojo上《麻雀變鳳凰》的資料（英文）
- TCM电影资料库上《麻雀變鳳凰》的资料（英文）
- Metacritic上《麻雀變鳳凰》的資料（英文）
- 互联网电影数据库（IMDb）上《麻雀變鳳凰》的资料（英文）
- 開眼電影網上《麻雀變鳳凰》的資料（繁體中文）
- 豆瓣电影上《麻雀變鳳凰》的資料 （简体中文）
- 时光网上《麻雀變鳳凰》的資料（简体中文）